# Frontispice de l'Encyclopédie ou Dictionnaire raisonné des sciences, des arts et des métiers
Le Frontispice de l'Encyclopédie ou Dictionnaire raisonné des sciences, des arts et des métiers est un
frontispice de style allégorisant de l'Encyclopédie ou Dictionnaire raisonné des sciences, des arts et des métiers éditée de 1751 à 1772 sous la direction de Denis Diderot et, partiellement, de Jean Le Rond d'Alembert a été dessiné en 1764 par Charles-Nicolas Cochin et gravé par Bonaventure Louis Prévost.
Ce frontispice symbolise l'importance accordée à la transmission de la connaissance et à l'éducation dans la société des Lumières car il représente les valeurs fondamentales de ce mouvement intellectuel. Par sa composition générale, cette image illustre et résume, en un instantané, l’esprit de système qui préside au projet encyclopédique, cette dernière prônant la connaissance en mouvement plutôt que la croyance passive.

## Origine
Les figures féminines des arts trouvent leur inspiration dans les allégories féminines des muses de la mythologie grecque. Les muses Mélété, Aédé et Mnémé sont les muses béotiennes dites originales, et Calliope, Clio, Erato, Euterpe, Melpomène, Polymnie, Terpsichore, Thalie et Uranie sont les neuf Muses olympiennes qui présidaient aux arts libéraux.
Les muses sont facilement identifiables dans l'art par leurs différents attributs mais de l'âge présocratique à l'âge classique, ceux-ci ont évolué. Il faut comprendre que les muses se rapportent à des activités de l’esprit. Mnémé la muse de la  Mémoire  / Histoire. Mélété, la muse de la Méditation et de l'Exercice intellectuel, la Raison  / Philosophie. Aédé la muse du Chant devient l'Imagination / Poésie. L'association entre les trois Muses peut se comprendre en termes de transmission de connaissance. Il y a la voix (Aédé), un effort de compréhension (Mélété) et une mémorisation rendue possible (Mnémé). Pour connaître, il faut qu'un savoir soit exprimé (chanté par un aède), qu'une personne fasse l'effort de le recevoir intellectuellement suffisamment pour qu'il pénètre sa mémoire.
- Calliope avec sa couronne d'or se rapporte à la poésie épique / pastorale.
- Érato avec sa couronne de myrte et de rose, et sa lyre se rapporte à la poésie lyrique.
- Melpomène avec sa couronne de pampre de vigne et son poignard se rapporte à la tragédie.
- Terpsichore avec sa couronne de guirlande et sa danse se rapporte à la satire.
- Thalie avec sa couronne de lierre et son masque comique se rapporte à la comédie.
- Euterpe avec sa couronne de fleurs et ses instruments de musique se rapporte à la musique.
- Uranie avec sa couronne d'étoiles et son globe[1] se rapporte à l'astronomie.
- Clio avec sa  couronne de laurier et son livre qui a pour titre Thucydide[2] se rapporte à l'histoire.
- Polymnie muse de la rhétorique a sa main droite en action comme pour haranguer. Elle se rapporte à la théologie.

Une planche  de  Diderot dessinant le Système figuré des connaissances humaines réunit l’ensemble des arts, des sciences et des métiers dans un même « arbre », et les répartit dans une position hiérarchique selon trois facultés de l’« Entendement » : la « Mémoire », la « Raison », et l’« Imagination », dernière faculté dont dépendent l’ensemble des beaux-arts et permettant d’examiner la « filiation » de nos connaissances, pour en exposer « l’ordre et l’enchaînement ». Les trois branches principales des connaissances dans l'arbre sont : "Mémoire" / Histoire, "Raison" / Philosophie et "Imagination" / Poésie. Sous forme d’allégories féminines, les Arts et les Sciences composent ici un ensemble cohérent, au sein duquel se dessinent clairement des filiations, et donc une classification ; de sorte que le frontispice semble bien donner corps à la définition de l’ordre encyclopédique selon Diderot :
« le mérite de l'ordre encyclopédique, ou de la chaîne par laquelle on peut descendre sans interruption des premiers principes d'une Science ou d'un Art jusqu'à ses conséquences les plus éloignées, & remonter de ses conséquences les plus éloignées jusqu'à ses premiers principes ; passer imperceptiblement de cette Science ou de cet Art à un autre ; &, s'il est permis de s'exprimer ainsi, faire sans s'égarer le tour du Monde Littéraire »
Exposé au Salon de 1765, l’estampe a été envoyée gratuitement en 1772 aux 4.000 souscripteurs pour être insérée dans le premier tome de la première édition de la fameuse Encyclopédie paru 21 ans plus tôt en 1751. Elle donne à voir, dans une vision synthétique et philosophique du monde, les Arts et les Sciences ainsi que les facultés humaines (Mémoire, Imagination, Raison) et la recherche de la Vérité appuyée sur l’Instruction. L'eau-forte est datée de 1769 et la planche est achevée en 1772.
Dans une lettre datée du 1er mars 1780 à Desfriches, Cochin écrit : « Il y aura dans cette suite deux frontispices allégoriques qui pourront faire tableau agréable. Je vous les conserveray, c'est-à-dire les
contrépreuves redessinées qui ordinairement valent mieux que les premiers, surtout en ce qu'ils sont plus corrects. »
Cochin réservait aux éditeurs le dessin préparatoire à la gravure et prenait soin d'en tirer une contre-épreuve qu'il retravaillait souvent afin de la vendre à des collectionneurs. Une sanguine sur fond de contre-épreuve de sanguine, signée et datée 'C.N. Cochin (...) 1764' dans le bas (en contre-épreuve), sur son montage du XVIIIe siècle et sans cadre s'est vendu 42 688 € en 2013.

## Description par Denis Diderot
Denis Diderot évoque la dépendance étroite entre l'architecture, la sculpture et la peinture ainsi : « c'est l'architecture qui à donné naissance à la peinture et à la sculpture, c'est en revanche à ces deux arts que l'architecture doit sa grande perfection. » et décrit le dessin de Cochin de la façon suivante : « C'est un morceau très ingénieusement composé. On voit en haut la Vérité entre la Raison et l'Imagination: la Raison qui cherche à lui arracher son voile, l'Imagination qui se prépare à l'embellir. Au-dessous de ce groupe, une foule de philosophes spéculatifs; plus bas la troupe des artistes. Les philosophes ont les yeux attachés sur la Vérité; la Métaphysique orgueilleuse chercher moins à la voir qu' à la deviner; la Théologie lui tourne le dos et attend sa lumière d'en haut. Il y a certainement dans cette composition une grande variété de caractères et d'expressions, mais les plans n'avancent ne reculent pas assez; le plus élevé devrait se perdre dans l'enfoncement; le suivant venir un peu sur le devant, le troisième y être tout à fait. Si la gravure réussit à corriger ce défaut, le morceau sera parfait. »

## Étude de l'œuvre
Sous un Temple d'Architecture Ionique, Sanctuaire de la Vérité, on voit l'allégorie de la Vérité en une femme nue, enveloppée d’un drap transparent, sorte de linceul qui rayonne d'une lumière qui disperse des nuages ténébreux. Ce personnage central vers lequel tous les regards semblent converger, met en valeur le haut du dessin, donc la lumière. L'œuvre accorde autant d'importance à la lumière car elle débarrasse la Vérité du voile des superstitions, du mensonge et chasse les nuages de l'ignorance éclairant ainsi le monde.
À droite de la Vérité, la Raison qui lève ce voile et retire un mors qui la bâillonnait. Plus bas, la Philosophie tente elle d'arracher ce voile en tirant dessus.
La Vérité est au sommet de la pyramide dans une sorte de hiérarchie. À ses pieds, la Théologie agenouillée reçoit une lumière d'en-haut par l'oculus de la coupole.
En suivant la chaîne des figures, on trouve du même côté la Mémoire, l'Histoire Ancienne et l'Histoire Moderne qui écrit les fastes sur le Temps qui lui sert d'appui.
Au-dessous sont groupées la Géométrie, l'Astronomie et la Physique.
Les figures au-dessous de ce groupe, montrent l'Optique, la Botanique, la Chimie et l'Agriculture.
En bas sont plusieurs Arts et Professions qui émanent des Sciences.
À gauche de la Vérité, on voit l'Imagination qui se dispose à l'embellir d'une guirlande de roses et d'églantines.
Placé sous l'égide de l’Imagination, l’ensemble des disciplines du 6e art, les arts de la scène et du 5e art, la littérature, qui regroupe la poésie : la pastorale, la Tragédie, le Lyrisme, la Satire et la Comédie. Ensuite viennent les autres Arts d'Imitation, la Musique (4e art), la Peinture (3e art), la Sculpture (2e art) et l'Architecture, (1er art).
En bas, des hommes incarnant des philosophes spéculatifs, portent une coupe en offrande. Alors que la philosophie a continué d'argumenter par des raisonnements spéculatifs, tout en s'éloignant des vérités révélées et en rejetant souvent la métaphysique, les autres sciences ont de leur côté refusé la méthode spéculative, pour lui préférer soit le raisonnement déductif, soit la méthode expérimentale. Le fait de s'interroger sur les conséquences d'une hypothèse comme si elle était vraie, sans nécessairement la considérer au départ comme telle est nécessaire à la réconciliation entre la foi et la raison.
Le frontispice de l'Encyclopédie est marqué par des tensions et des contradictions internes. Les personnages allégoriques représentent des idéaux nobles, mais ils sont placés dans un contexte qui évoque la domination et l'oppression. La Vérité est représentée comme une figure imposante qui domine les personnages masculins autour d'elle, ce qui peut être interprété comme une réflexion sur la place des femmes dans la société de l'époque.
Malgré ces contradictions, le frontispice de l'Encyclopédie a été un symbole important de la lutte pour la liberté de pensée et d'expression durant le siècle des Lumières. En présentant une vision optimiste du progrès humain, il a inspiré de nombreux penseurs et a contribué à la diffusion des idéaux des Lumières à travers l'Europe.
En somme, le frontispice de l'Encyclopédie est une image complexe qui symbolise les idéaux de la période des Lumières tout en reflétant les tensions et les contradictions de cette époque. C'est un témoignage important de l'histoire intellectuelle et culturelle de l'Europe, et une source d'inspiration pour ceux qui continuent à défendre les valeurs de la liberté et de l'égalité aujourd'hui.

## Critiques
Le polémiste et critique d'art Élie-Catherine Fréron oubliera ses attaques contre l'encyclopédie pour son ami Cochin déclarant : « Je ferai court sur la Gravure, écrit-il, les morceaux qu’on voit exposés vous étant presque tous connus. Cependant je ne puis passer sous silence plusieurs dessins de M. Cochin qui font honneur à son génie ; il s’est surpassé dans le dessin du Frontispice pour le Dictionnaire Encyclopédique ; la composition est riche, ingénieuse et remplie d’agréments ; la chaine, soit des groupes, soit des lumières, est adroitement liée ; il a d’ailleurs beaucoup de grâces, & en général les têtes sont très agréables. »
Pour Christian Michel le frontispice de Cochin se définit comme « l'adaptation allégorique du Système figuré des connaissances humaines » de l'Encyclopédie, dont « il aide à voir l'unité des articles qu'elle contient ».